# Wioślarstwo na Letnich Igrzyskach Olimpijskich 1928 – dwójka podwójna mężczyzn
Rywalizacja w dwójkach podwójnych mężczyzn w wioślarstwie na Letnich Igrzyskach Olimpijskich 1928 rozgrywana była między 3 a 10 sierpnia 1928 we wsi Sloten.
Do zawodów zgłoszonych zostało 10 osad.

## Wyniki

### Runda 1
Zwycięzcy każdego z biegów awansowali do dalszej rundy. Przegrana osada brała udział w repasażach.
| Bieg 1  | Bieg 1            | Bieg 1                          | Bieg 1 | Bieg 1 |
| Miejsce | Narodowość        | Zawodnik                        | Czas   | Kwal.  |
| ------- | ----------------- | ------------------------------- | ------ | ------ |
| 1       | Niemcy            | Horst Hoeck Gerhard Voigt       | 8:02,2 | Q      |
| 2       | Belgia            | André Houppelyne Achille Mengé  | 8:05,6 |        |
| Bieg 2  |                   |                                 |        |        |
| Miejsce | Narodowość        | Zawodnik                        | Czas   | Kwal.  |
| 1       | Stany Zjednoczone | Paul Costello Charles McIlvaine | 7:46,8 | Q      |
| 2       | Szwajcaria        | Rudolf Bosshard Maurice Rieder  | 8:02,0 |        |
| Bieg 3  |                   |                                 |        |        |
| Miejsce | Narodowość        | Zawodnik                        | Czas   | Kwal.  |
| 1       | Kanada            | Joseph Wright Jr. Jack Guest    | 7:48,2 | Q      |
| 2       | Holandia          | Han Cox Constant Pieterse       | 7:54,8 |        |
| Bieg 4  |                   |                                 |        |        |
| Miejsce | Narodowość        | Zawodnik                        | Czas   | Kwal.  |
| 1       | Austria           | Leo Losert Viktor Flessl        | 7:55,8 | Q      |
| 2       | Wielka Brytania   | Humphrey Boardman Denis Guye    | 8:00,8 |        |
| Bieg 5  |                   |                                 |        |        |
| Miejsce | Narodowość        | Zawodnik                        | Czas   | Kwal.  |
| 1       | Francja           | Paul Robineau Maurice Caplain   | 8:03,6 | Q      |
| 2       | Włochy            | Adriano Tuzi Mario Melchiori    | 8:10,4 |        |

### Repasaże 1
Zwycięzcy każdego z biegów awansowali do drugiej rundy. Przegrywająca osada odpadała z rywalizacji.
| Bieg 1  | Bieg 1          | Bieg 1                         | Bieg 1 | Bieg 1 |
| Miejsce | Narodowość      | Zawodnik                       | Czas   | Kwal.  |
| ------- | --------------- | ------------------------------ | ------ | ------ |
| 1       | Holandia        | Han Cox Constant Pieterse      | 7:59,8 | Q      |
| 2       | Włochy          | Adriano Tuzi Mario Melchiori   | 8:10,4 |        |
| Bieg 2  |                 |                                |        |        |
| Miejsce | Narodowość      | Zawodnik                       | Czas   | Kwal.  |
| 1       | Wielka Brytania | Humphrey Boardman Denis Guye   | 7:55,8 | Q      |
| 2       | Belgia          | André Houppelyne Achille Mengé | 7:56,6 |        |
| Bieg 3  |                 |                                |        |        |
| Miejsce | Narodowość      | Zawodnik                       | Czas   | Kwal.  |
| 1       | Szwajcaria      | Rudolf Bosshard Maurice Rieder | 7:52,8 | Q      |

### Runda 2
Zwycięzcy każdego z biegów awansowali do dalszej rundy. Przegrana osada brała udział w repasażach.
| Bieg 1  | Bieg 1            | Bieg 1                          | Bieg 1 | Bieg 1 |
| Miejsce | Narodowość        | Zawodnik                        | Czas   | Kwal.  |
| ------- | ----------------- | ------------------------------- | ------ | ------ |
| 1       | Szwajcaria        | Rudolf Bosshard Maurice Rieder  | 6:55,8 | Q      |
| 2       | Francja           | Paul Robineau Maurice Caplain   | 7:01,4 |        |
| Bieg 2  |                   |                                 |        |        |
| Miejsce | Narodowość        | Zawodnik                        | Czas   | Kwal.  |
| 1       | Stany Zjednoczone | Paul Costello Charles McIlvaine | 6:48,4 | Q      |
| 2       | Austria           | Leo Losert Viktor Flessl        | 6:55,6 |        |
| Bieg 3  |                   |                                 |        |        |
| Miejsce | Narodowość        | Zawodnik                        | Czas   | Kwal.  |
| 1       | Niemcy            | Horst Hoeck Gerhard Voigt       | 6:54,4 | Q      |
| 2       | Kanada            | Joseph Wright Jr. Jack Guest    | 6:58,6 |        |
| Bieg 4  |                   |                                 |        |        |
| Miejsce | Narodowość        | Zawodnik                        | Czas   | Kwal.  |
| 1       | Holandia          | Han Cox Constant Pieterse       | 6:55,8 | Q      |
| 2       | Wielka Brytania   | Humphrey Boardman Denis Guye    | 6:59,2 |        |

### Repasaże 2
Zwycięzcy każdego z biegów awansowali do dalszej rundy. Przegrana osada brała udział w repasażach.
| Bieg 1  | Bieg 1     | Bieg 1                        | Bieg 1 | Bieg 1 |
| Miejsce | Narodowość | Zawodnik                      | Czas   | Kwal.  |
| ------- | ---------- | ----------------------------- | ------ | ------ |
| 1       | Kanada     | Joseph Wright Jr. Jack Guest  | 7:21,8 | Q      |
| 2       | Francja    | Paul Robineau Maurice Caplain | 7:30,8 |        |
| Bieg 2  |            |                               |        |        |
| Miejsce | Narodowość | Zawodnik                      | Czas   | Kwal.  |
| 1       | Austria    | Leo Losert Viktor Flessl      | 7:32,6 | Q      |

### Runda 3
Zwycięzcy każdego z biegów awansowali do dalszej rundy. Przegrana osada odpadała z .
| Bieg 1  | Bieg 1            | Bieg 1                          | Bieg 1 | Bieg 1 |
| Miejsce | Narodowość        | Zawodnik                        | Czas   | Kwal.  |
| ------- | ----------------- | ------------------------------- | ------ | ------ |
| 1       | Stany Zjednoczone | Paul Costello Charles McIlvaine | 6:43,8 | Q      |
| 2       | Szwajcaria        | Rudolf Bosshard Maurice Rieder  | 6:53,4 |        |
| Bieg 2  |                   |                                 |        |        |
| Miejsce | Narodowość        | Zawodnik                        | Czas   | Kwal.  |
| 1       | Kanada            | Joseph Wright Jr. Jack Guest    | 6:42,2 | Q      |
| 2       | Niemcy            | Horst Hoeck Gerhard Voigt       | 6:48,2 |        |
| Bieg 3  |                   |                                 |        |        |
| Miejsce | Narodowość        | Zawodnik                        | Czas   | Kwal.  |
| 1       | Austria           | Leo Losert Viktor Flessl        | 6:46,4 | Q      |
| 2       | Holandia          | Han Cox Constant Pieterse       | 6:52,8 |        |

### Półfinały
Kanada awansowała do finału wraz z osadą Stanów Zjednoczonych. Osada Austrii zdobyła brązowy medal.
| Bieg 1  | Bieg 1            | Bieg 1                          | Bieg 1 | Bieg 1 |
| Miejsce | Narodowość        | Zawodnik                        | Czas   | Kwal.  |
| ------- | ----------------- | ------------------------------- | ------ | ------ |
| 1       | Kanada            | Joseph Wright Jr. Jack Guest    | 6:58,0 | Q      |
| Bieg 2  |                   |                                 |        |        |
| Miejsce | Narodowość        | Zawodnik                        | Czas   | Kwal.  |
| 1       | Stany Zjednoczone | Paul Costello Charles McIlvaine | 6:45,2 | Q      |
| brąz    | Austria           | Leo Losert Viktor Flessl        | 6:48,8 |        |

### Finał
| Bieg 1  | Bieg 1            | Bieg 1                          | Bieg 1 | Bieg 1 |
| Miejsce | Narodowość        | Zawodnik                        | Czas   | Kwal.  |
| ------- | ----------------- | ------------------------------- | ------ | ------ |
| złoto   | Stany Zjednoczone | Paul Costello Charles McIlvaine | 6:41,4 |        |
| srebro  | Kanada            | Joseph Wright Jr. Jack Guest    | 6:51,0 |        |